# Western-Windrad

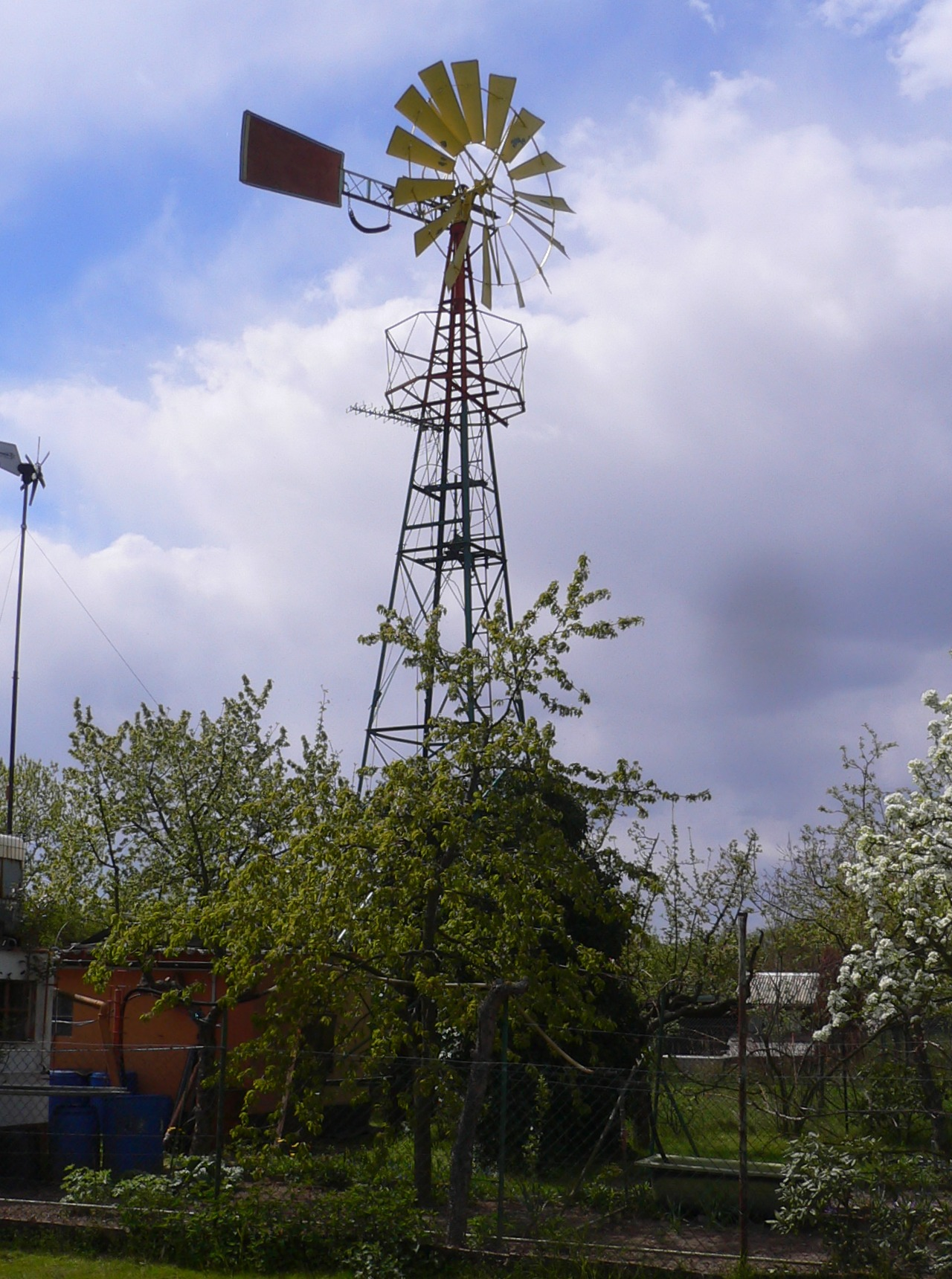
Eine „Westernmill“, Deutschland (2006)

Ein Western-Windrad, Texasrad, auch Western-Windmühle (englisch westernmill), Amerikanische(s) Windrad/-mühle oder kurz Westernrad genannt, ist ein auf einem Gittermast montiertes, vielflügeliges Windrad mit einer Fahne zur Windrichtungsnachführung. Diese in der zweiten Hälfte des 19. Jahrhunderts in Nordamerika entwickelte Windradbauart wurde und wird überwiegend als Pumpwerksantrieb (Windpumpe, englisch windpump) zur Be- und Entwässerung, später auch zur Stromerzeugung verwendet. Eine weitere Anwendung ist das Belüften von Fischteichen über eine Membran- oder Luftfederbalg-Pumpe ganz oben im Mast der Windmühle.

## Funktionsweise
Das Windrad wurde 1854 von Daniel Halladay entwickelt, hat einen Rotor mit meist um die 30 (bis ca. 150) Rotorblättern und einer Höhe von 15–30 m, entwickelt bis zu 1 kW Leistung und ist technisch wegen der geringen Drehzahl ein Langsamläufer. Es erreicht einen Leistungsbeiwert von bis zu 30 %. Diese Maschinen sind komplett aus Stahlteilen und Stahlblech gefertigt. Durch seine Heckfahne dreht sich das Windrad selbsttätig in den Wind, bei Sturm (ab Windstärke 7) schaltet es sich selbsttätig ab, indem die einzelnen Segmente des geteilten Rotors bei zu hohem Winddruck nach hinten klappen (vergleiche: Windplatte). Später wurden einfachere Bauarten entwickelt mit gefederter, also nachgiebiger Heckwindfahne; eine zusätzliche, starre seitliche Windfahne entwickelt dann eine stärkere Drehkraft, die das Windrad aus dem Wind dreht. Alternativ sind die Achse des Windrads und der Richtungs-Drehzapfen am Mast etwas zueinander versetzt, so dass der Druck auf das Windrad selbst ein aus dem Wind drehendes Moment erzeugt. Wegen der Serienfertigung, der vollständigen Metallfertigung und des vollautomatischen Betriebes waren Western-Windräder die ersten Maschinen, die modernen Windkraftanlagenanforderungen genügten.
Die durch den Wind erzeugte Drehbewegung wird durch eine Kurbelwelle in eine Hubbewegung umgesetzt. Diese Hubbewegung wird durch eine Hubkolbenpumpe dann zur Wasserförderung eingesetzt.

## Verbreitung
Nach der Entwicklung in Nordamerika verbreitete sich die einfache und robuste Bauart rasch und wurde häufig auf Farmen in Nord- und Südamerika, Australien und Teilen von Afrika verwendet. Besonders für Standorte ohne Anschluss an die öffentliche Stromversorgung waren die Windräder für die autarke Wasserwirtschaft und Stromproduktion im Inselbetrieb bedeutsam.

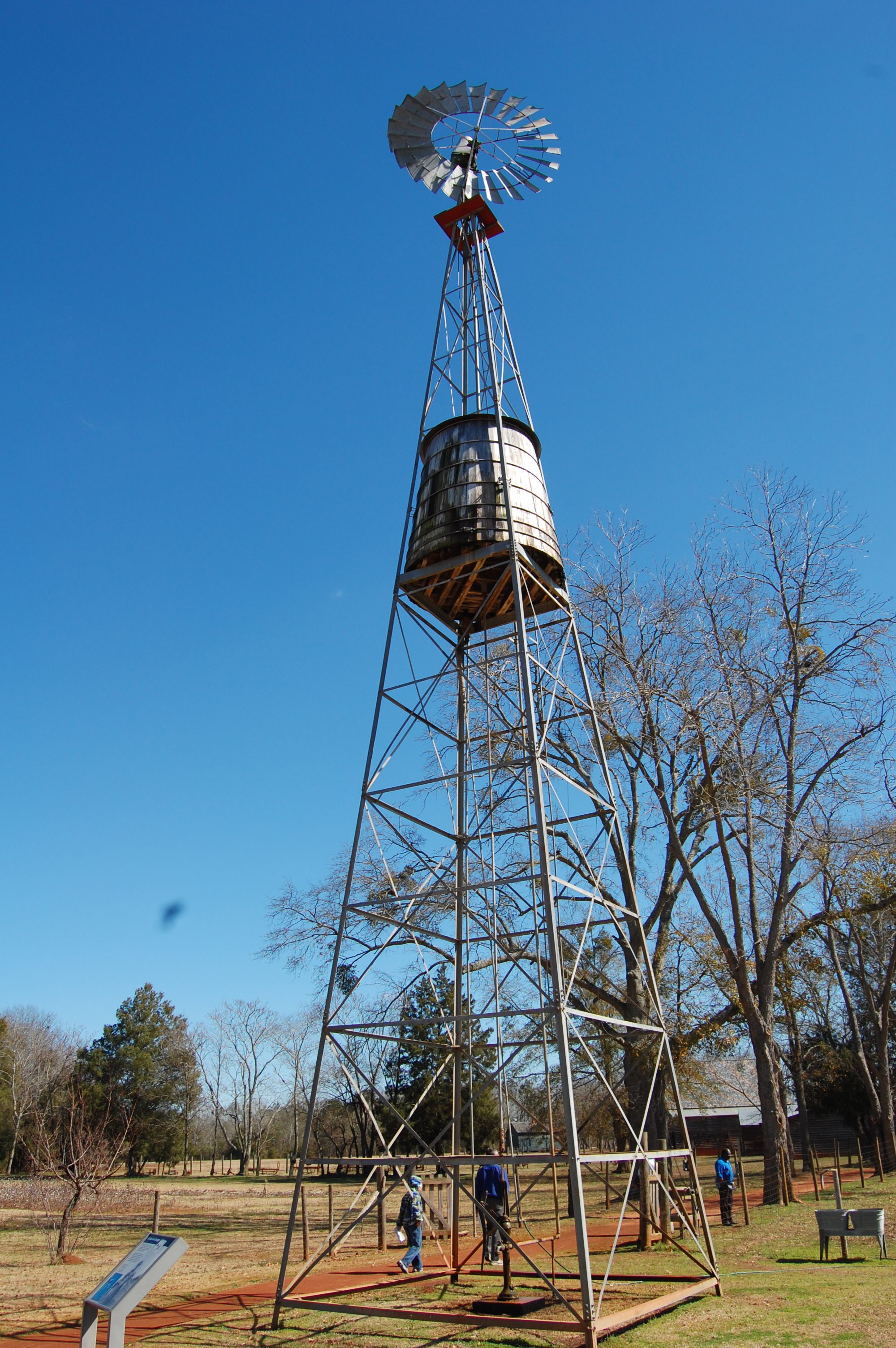
Windpumpe mit im Stahlgittermast integriertem Wasserhochbehälter aus Holz, Geschichtspark in Plains, Georgia, USA (2008)

So wurden vor Ausbau der flächendeckenden Elektrizitätsversorgung durch die Überlandzentrale in den 1920er Jahren vor allem auf größeren Höfen in den Marschen an der Westküste Schleswig-Holsteins hunderte sogenannte „Texasräder“ aufgestellt, um die Betriebe mit Strom zu versorgen.
Nach Ende des Zweiten Weltkrieges erhielt Bayern im Rahmen des Marshallprogramms ca. 3000 solcher Windräder von den Amerikanern, teils in Deutschland produziert. Sie waren ca. 14 m hoch, hatten stets 18 Flügel und trieben jeweils eine Kolbenwasserpumpe an, die in einem ca. 3 m tiefen Schacht in der Erde versenkt war. Im Allgäu waren sie bis ca. 1958 zu sehen.
Eine steht noch, konserviert, in Dietmannsried im Allgäu.
Zwischen 1900 und 1965 waren auf der Insel Rügen 33 Windschöpfwerke in Betrieb. Das einzig erhaltene steht bei Lobbe. Es ist seit 1955 außer Betrieb und wurde sowohl 1987–1988 als auch 1996–1997 rekonstruiert.
In den Ebenen Oberösterreichs waren in den 1970er Jahren noch einige Western-Windräder zu sehen. Eine letzte, vermutlich von einem damaligen Brunnenbauer aus Lambach in der Zeit um den Zweiten Weltkrieg montiert, wurde in Unterroithen 5 ohne Pumpe instand gesetzt und fand als Wahrzeichen des Orts Eingang in das 1980 verliehene Wappen von Edt bei Lambach.
Im Jahr 2001 waren solche ebenso noch in Tunesien zu sehen, jedoch nicht mehr in Betrieb.
Relativ weit verbreitet waren diese Windräder auch in den Niederlanden ("Windmotor" bzw. "Amerikaanse windmotor"), vor allem in der Provinz Friesland. Heute sind noch in fast allen niederländischen Provinzen noch vereinzelte Windmotoren zu finden, manche davon verfallen, andere konserviert bzw. restauriert. Die meisten (ca. 70) sind in Friesland zu finden.

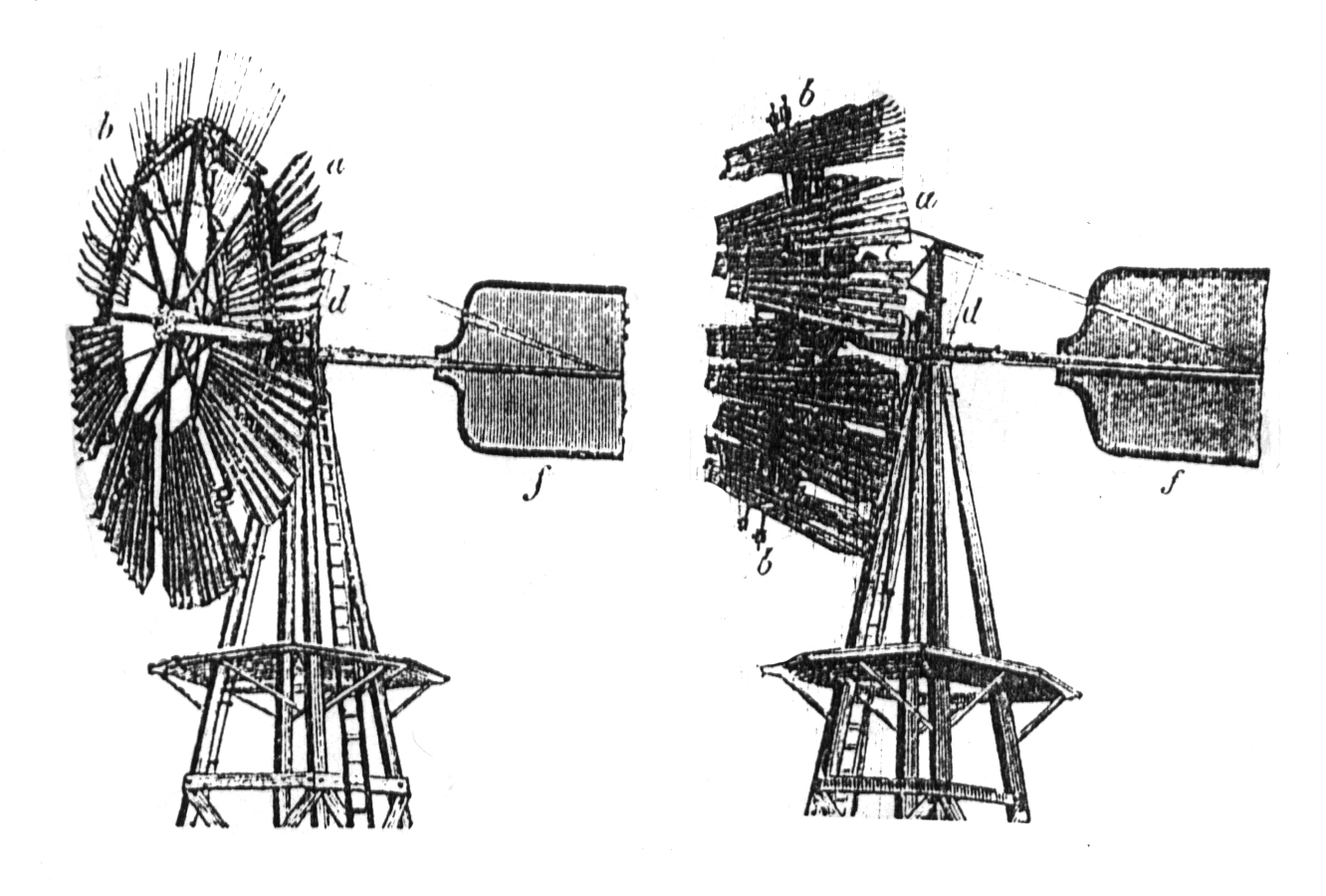
Zeichnung einer Halladay-Turbine auf Holzmastspitze, 8 Scharen zu je 10 Flügeln klappen bei Starkwind aus der Rotorebene, aus 1854, konstruiert von Daniel Halladay (* 1826 Vermont)
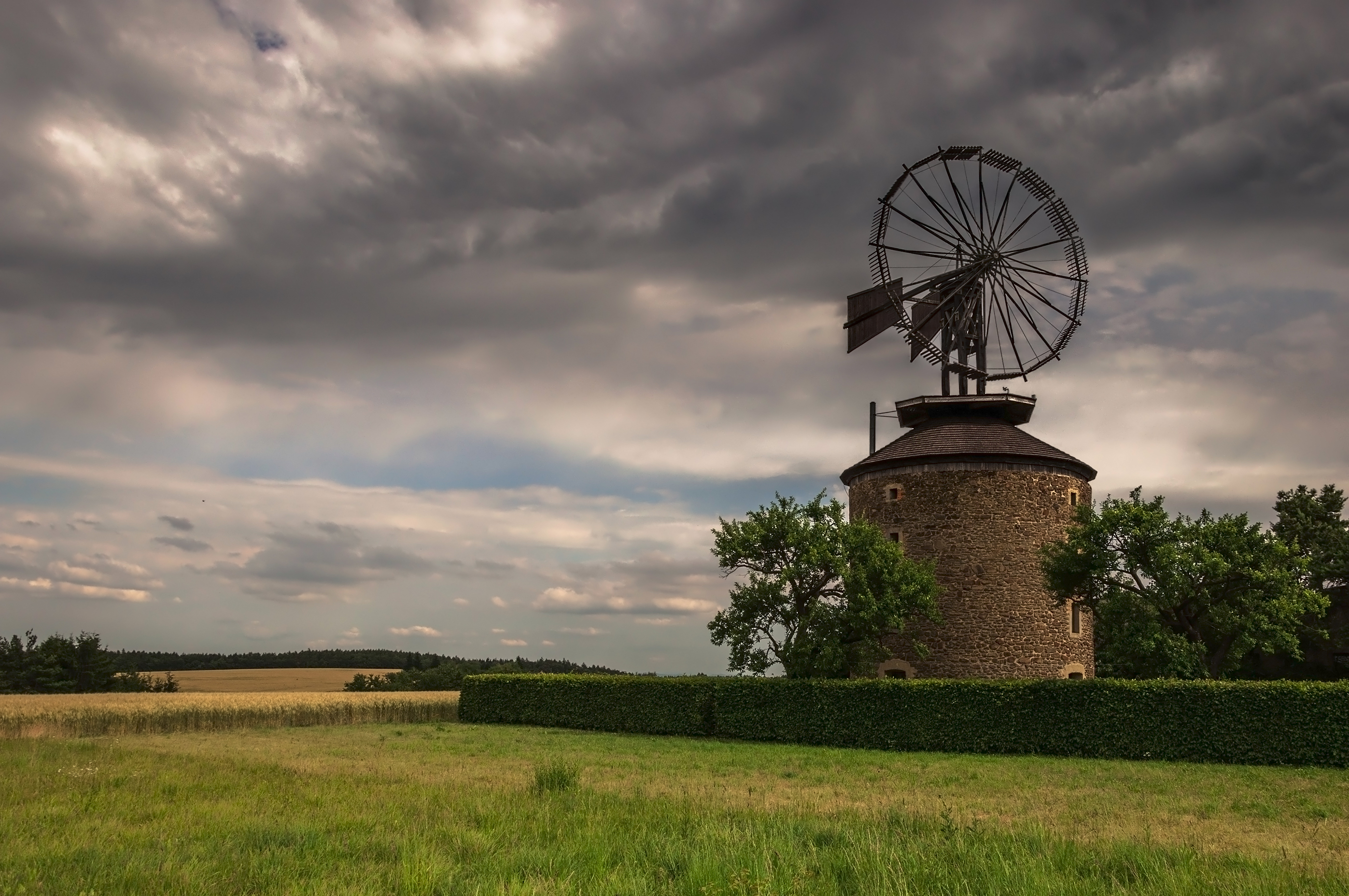
Halladay-Turbine mit kurzen Flügeln in Scharen, in Ruprechtov, Tschechien, denkmalgeschützt (2011)
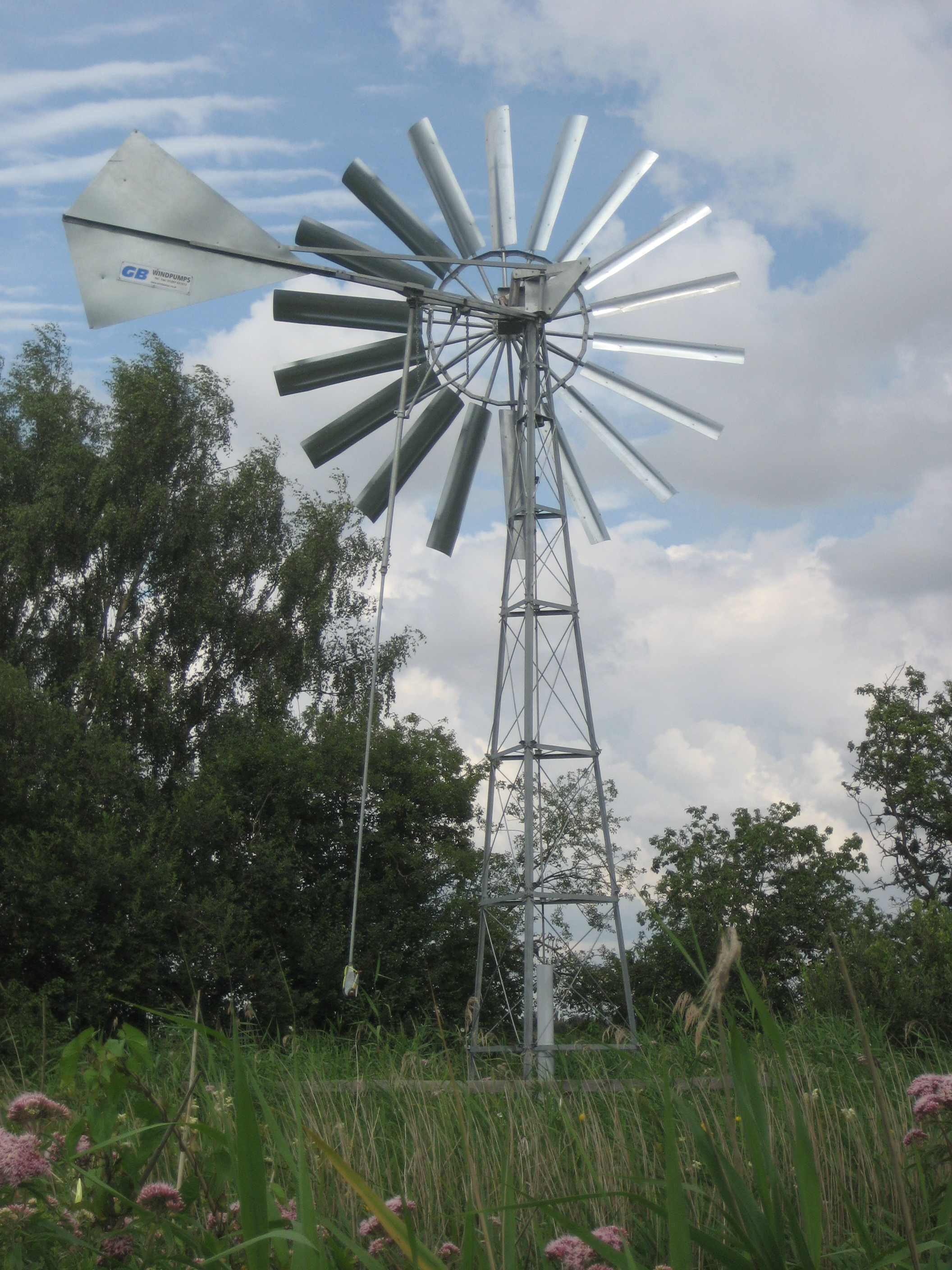
Poldaw-pump im Wicken Fen (Cambridgeshire, UK, 2014) 18-flügelig von Neale Consulting Engineers Limited, GB Windpumps
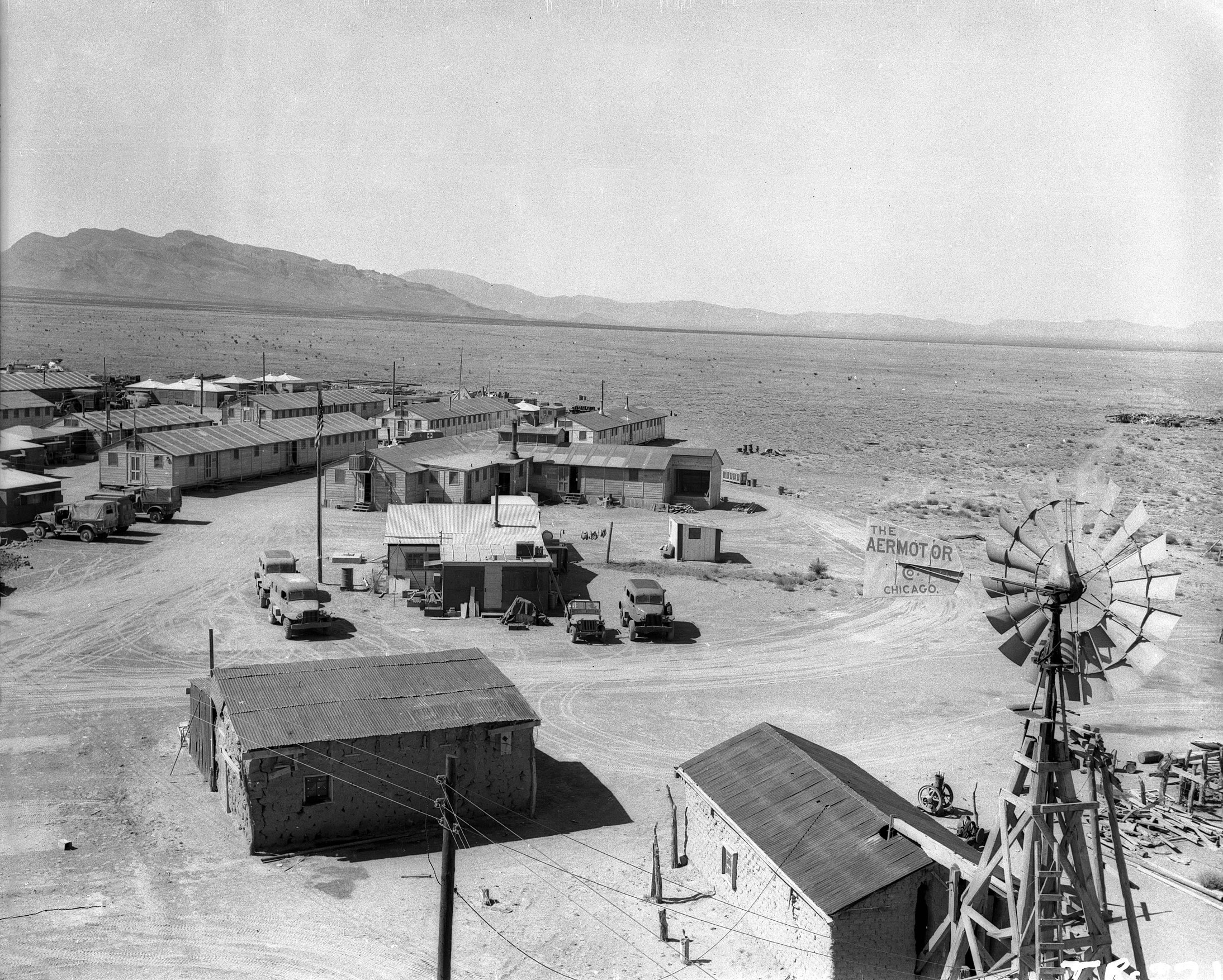
Windrad von Aermotor Windmill Company (Chicago) auf dem Trinity-Basecamp, dem Test- und Messplatz der weltweit ersten Nuklearexplosion, USA (ca. 1945) 18-flügelig, Aufschrift „The Aermotor Co., Chicago“